# Соколье (Орловская область)
Соко́лье — деревня в составе Прудовского сельского поселения Новосильского района Орловской области России.

## Описание
Деревня расположена на высоком левом берегу реки Зуши в холмистой местности в 8 км (по автодороге) от районного центра Новосиля. Имеет свои выселки — посёлок Завершье и деревню Лужки.
Название селения возможно получено от названия хищной птицы — сокола, соколиной охоты и разведения ловчих птиц. Этот промысел являлся традиционным русским занятием. Поселение возникло скорее всего в первой половине XVII века и заселено было малороссийскими казаками, привлекаемые царским правительством для заселения и обороны южных рубежей Российского государства, чтобы «Государеву службу служити, и Государевым жалованьем им на указных своих местах на вечное житье строитца, и пашню пахать, и хлеб сеять».  Есть также упоминание в 4-й ревизии за 1782 год как деревня Саколье Никольского стана, населённая казаками. В 7-й ревизии за 1816 год крестьяне числились ещё казаками, но в последующем были закрепощены и относились уже к государственному казённому ведомству. Соколье относилась к приходу Михаилоархангельской церкви села  Воротынцево. В 1915 году в деревне насчитывалось 120 крестьянских дворов.

## Население
| 1857 | 1859 | 1915 | 2010 |
| ---- | ---- | ---- | ---- |
| 440  | ↗477 | ↗793 | ↘10  |